# Матті Маттссон
Матті Маттссон (фін. Matti Mattsson, 5 жовтня 1993) — фінський плавець.
Учасник Олімпійських Ігор 2012, 2016 років.